# Hercules Seghers

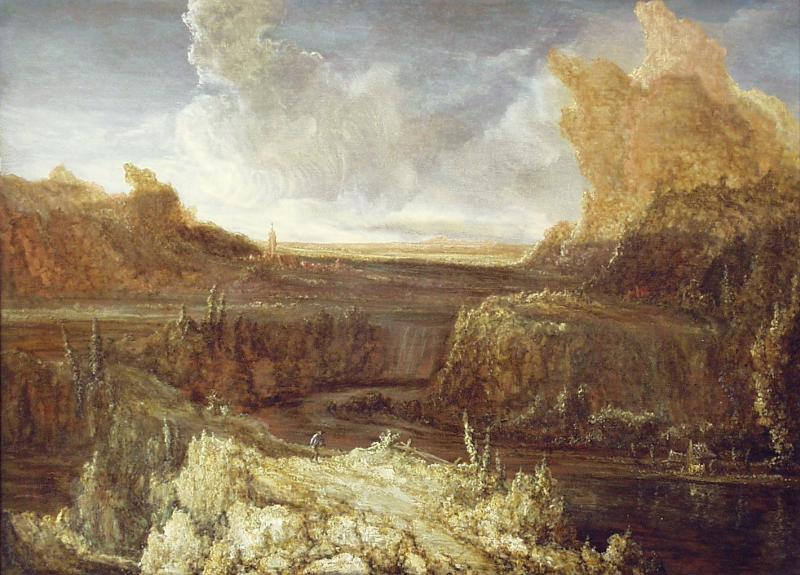
Górski pejzaż, Museum Bredius, Haga, praca zniszczona podczas pożaru w 2007

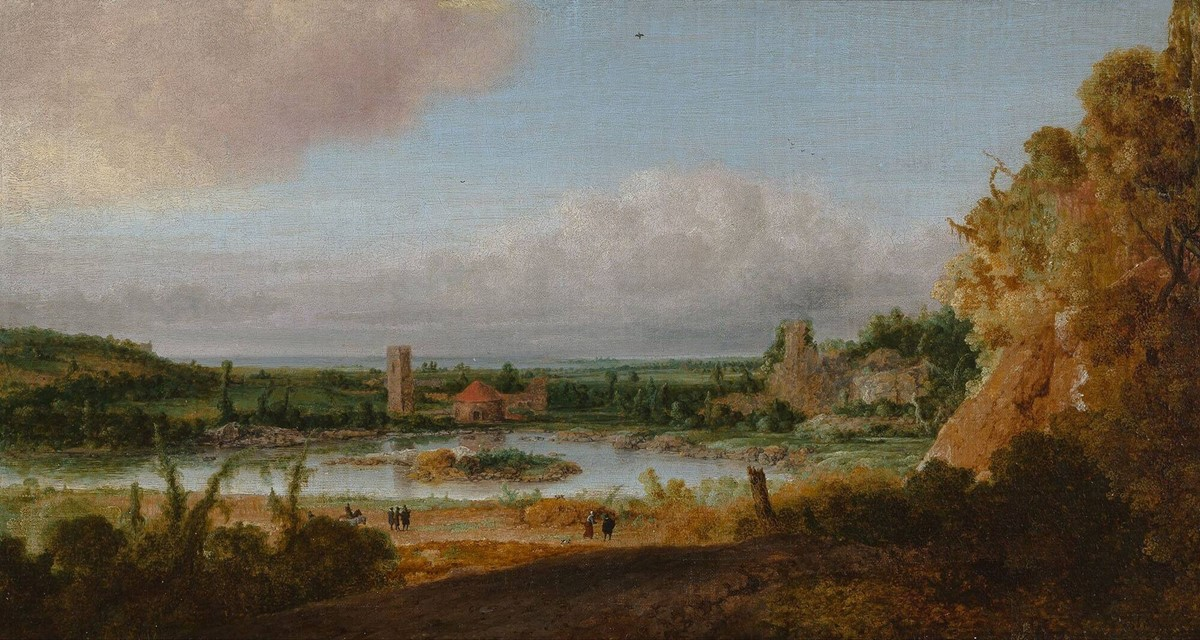
Pejzaż, Muzeum Boymans-van Beuningen, obraz przypisywany Seghersowi od 1951 roku

Hercules Pieterszoon Seghers lub Segers (ur. ok. 1590 prawdopodobnie w Haarlemie, zm. przed 1638 w Hadze) – holenderski malarz i grafik.

## Życiorys
Przed 1606 był uczniem Gillisa van Coninxloo w Amsterdamie, później został przyjęty do gildii św. Łukasza w Haarlemie, by ok. 1612 wyjechać prawdopodobnie do Tyrolu. Często zmieniał miejsce pobytu, później wzmiankowano go m.in. w Amsterdamie (1614-1631), Utrechcie (1631) i Hadze (1632–1638?), jednak nigdzie nie osiadł na stałe. Był typem samotnika o trudnym i niespokojnym charakterze, pod koniec życia miał prawdopodobnie poważne problemy finansowe i nadużywał alkoholu. Według części źródeł zabił się po pijanemu spadając ze schodów, według innych popełnił samobójstwo po nocnej libacji. Za życia nie cieszył się szczególnym uznaniem, jednak jego obrazy znane były Rembrandtowi, który miał posiadać ich osiem lub jedenaście.

## Twórczość
Obecnie Seghersowi przypisuje się zaledwie ok. 15 obrazów, z których tylko cztery są sygnowane. Artysta malował przede wszystkim pejzaże, przedstawiał krajobrazy rzeczywiste i fantastyczne o niemal monochromatycznej kolorystyce, praktycznie bez postaci ludzkich, o rozbudowanej partii nieba. Na jego pracach wzorował się Rembrandt, co doprowadziło do licznych pomyłek w atrybucji części prac, m.in. obraz Pejzaż górski, był przypisywany Rembrandtowi do 1871 roku.
Znacznie liczniej reprezentowane są prace graficzne Seghersa, były to tradycyjne ryciny, suchoryty, akwaforty i akwatinty. Artysta lubił eksperymenty techniczne w znacznym stopniu wyprzedzające epokę w której żył. Stosował mieszane techniki, wykonywał barwne odbitki na papierze i tkaninach. Często z jednej płyty wykonywał skrajnie odmienne odbitki, stosując różne farby i różne gatunki papieru uzyskiwał sceny dzienne i nocne. Jego prace cechuje ekspresja, gwałtowność formy oraz romantyczny nastrój. Nowatorskie rozwiązania nie przysporzyły artyście popularności, przez stulecia pozostawał niemal zapomniany, doceniony i ponownie odkryty został dopiero w XX wieku.
Najcenniejsze prace Seghersa znajdują się m.in. w Amsterdamie w Rijksmuseum, w Mauritshuis Royal Picture Gallery w Hadze oraz w Luwrze i Ermitażu.